# 452-es busz
A 452-es jelzésű regionális autóbusz Gödöllő, autóbusz-állomás és Őrbottyán, Rákóczi Ferenc utca autóbusz-forduló között közlekedik Szada és Veresegyház érintésével. A járatot a MÁV Személyszállítási Zrt. üzemelteti.

## Története
A busz 2015. augusztus 1-jétől közlekedik részben a korábbi 2150-es és 2166-os buszok vonalán. 2018. december 9-én Veresegyházon módosult az útvonala.

## Megállóhelyei
| 0  | Gödöllő, autóbusz-állomás végállomás                       | 28 | 317, 324, 402, 404, 405, 406, 407, 410, 412, 422, 426, 430, 432, 440, 441, 442, 444, 446, 447, 448, 450, 451, 454, 455, 461, 463, 464, 465, 466, 468, 469, 470, 471, 472, 473, 474, 475, 476, 477, 478, 479 1040, 1049, 1052, 1076, 1077, 1078 |
| 1  | Gödöllő, szökőkút                                          | 27 | 317, 324, 402, 412, 422, 432, 442, 446, 447, 448, 450, 451, 453, 454, 455, 464, 466, 470, 471, 472, 473, 474, 475, 476, 477, 478, 479 1052, 1076                                                                                               |
| 2  | Gödöllő, Szilhát utca                                      | 26 | 412, 422, 450, 451, 453, 454, 455, 464 1052, 1076 |
| 3  | Gödöllő, Széchenyi István utca                             | 25 | 402, 412, 422, 432, 442, 450, 451, 453, 454, 455, 464 1052, 1076 |
| 4  | Gödöllő, Idősek Otthona                                    | 24 | 402, 412, 422, 432, 442, 450, 451, 453, 454, 455, 464 1052, 1076 |
| 5  | Gödöllő, Haraszti út                                       | 23 | 402, 412, 422, 442, 450, 451, 453, 454, 455, 464 1052, 1076 |
| 6  | Gödöllő, Úrréti-tó                                         | 22 | 396, 398, 450, 451, 453, 454, 455, 464 |
| 7  | Szada, Tél utca                                            | 21 | 396, 398, 450, 451, 453, 454, 455 |
| 8  | Szada, Dózsa György út 6.                                  | 20 | 396, 398, 450, 451, 453, 454, 455 |
| 9  | Szada, Dózsa György út 51.                                 | 19 | 396, 398, 450, 451, 453, 454, 455 |
| 10 | Szada, Dózsa György út 111.                                | 18 | 396, 398, 450, 451, 453, 454, 455 |
| 11 | Szada, TÜZÉP telep                                         | 17 | 396, 397, 398, 399, 450, 451, 453, 454, 455 |
| 12 | Veresegyház, Közúti Igazgatóság                            | 16 | 396, 397, 398, 399, 450, 451, 453, 454, 455 |
| 13 | Veresegyház, vasútállomás bejárati út                      | 15 | 391, 392, 395, 396, 397, 398, 399, 450, 451, 453, 454, 455 |
| 14 | Veresegyház, benzinkút                                     | 14 | 391, 392, 394, 395, 396, 397, 398, 399, 450, 451, 453, 454, 455 |
| 15 | Veresegyház, általános iskola                              | 13 | 318, 319, 391, 392, 393, 394, 395, 396, 397, 398, 399, 450, 451, 453, 454, 455 |
| 16 | Veresegyház, templom                                       | 12 | 391, 392, 393, 394, 395, 396, 397, 398, 399, 450, 454, 455 |
| 17 | Veresegyház, Bokréta utca                                  | ∫  | 394 |
| 18 | Veresegyház, Kútfő utca                                    | ∫  | 394 |
| 19 | Veresegyház, Levendula utca                                | ∫  | 394 |
| 20 | Veresegyház, Fodormenta utca                               | ∫  | 394 |
| ∫  | Veresegyház, Lévai utca 12.                                | 11 | 394 |
| ∫  | Veresegyház, Lévai utca 40.                                | 10 | 394 |
| ∫  | Veresegyház, Búzavirág utca                                | 9  | 394 |
| ∫  | Veresegyház, adótorony                                     | 8  | 394 |
| 21 | Veresegyház, Viczián utca                                  | 7  | 394 |
| 22 | Őrbottyán, Szent István utca                               | 6  | 394 |
| 23 | Őrbottyán, Rendőrőrs                                       | 5  | 315, 316, 342, 394, 398, 399, 454 |
| 24 | Őrbottyán, posta                                           | 4  | 315, 316, 342, 394, 398, 399, 454 |
| 25 | Őrbottyán, vasútállomás bejárati út                        | 3  | 315, 316, 342, 394, 398, 399, 454 |
| 26 | Őrbottyán, Hajós Alfréd utca                               | 2  | 315, 316, 342, 394, 398, 399, 454 |
| 27 | Őrbottyán, Béke utca                                       | 1  | 315, 316, 342, 394, 398, 399, 454 |
| 28 | Őrbottyán, Rákóczi Ferenc utca autóbusz-forduló végállomás | 0  | 315, 316, 342, 394, 398, 399, 454 |